# Трсат
Трсат (хорв. Trsat, итал. Tersatto, лат. Tarsatica) — часть хорватского города Риека, туристическая достопримечательность и место паломничества католиков. Когда-то это было отдельное поселение, а сегодня район города Риека.

## История
В доримский период были основаны кельтское поселение Тарсатика (современный Трсат, часть Риеки) и поселение моряков Либурнии. Около середины II в. до н. э. Либурния была покорена римлянами. В VII веке сюда пришли славяне, смешавшиеся с местным романским населением.
В 799 году, во времена распада Римской Империи, упоминается осада Трсата франками, империя которых распространилась до этих мест. В 799 году Эрик (герцог Фриуля) совершил новый поход на Драву. Точно неизвестно, кто были его противники — авары, славяне или византийцы. Предполагается, что это могли быть соединённые силы этих народов, заключивших между собой антифранкский союз. Войско Эрика осадило крепость Трсат (Тарсатика), принадлежавшую князю Приморской Хорватии Вишеславу. Однако, во время ведения осадных работ отряд, в котором находился правитель Фриуля, попал в устроенную славянами засаду и был полностью уничтожен. Среди погибших франков был и герцог Эрик.
К концу жизни Вишеслава (умер в 802 году) хорваты подписали мирный договор с франками, признав себя вассалом Франкского государства. Ещё в 1288 году в Винодольском статуте это поселение упоминается под именем Тарсатика. В 1466 году этот регион вошёл в состав державы австрийских Габсбургов, где он назывался Фьюме (итальянцами и венграми) или Флаум (австрийцами) — Одно из первых названий города Риека, пригородом которого становится Трсат.
В составе габсбургской империи, впоследствии Австро-Венгрии, город Фьюме и его пригород-крепость Трсат пребывали вплоть до первой мировой войны, за исключением периода 1805—1813 гг., когда город был занят наполеоновскими войсками. В XV—XVIII веках Фьюме имел важнейшее значение в австрийской империи, являясь единственным портом на Адриатике, в то время как Истрия и остальная Далмация принадлежали венецианской республике. Все попытки венецианцев захватить Фьюме окончились ничем.

## Достопримечательности Трсата
- Крепость (замок) Трсат
- Базилика Девы Марии или Богоматери Трсатской (XV век) — один из семи соборов страны, носящих почётный статус «малой базилики».
- Церковь Святого Юра
- Памятник папе римскому Иоанну Павлу II
- Кладбище.
- Обетная лестница Петара Кружича.
- Арка у подножия лестницы Петара Кружича.